# Івановєц (ракетний катер)
Р-334, з 29.10.1998 року Р-334 «Івановєц» — ракетний катер проєкту 12411 (шифр «Блискавка-1», кодове позначення НАТО — Tarantul class III) Чорноморського флоту ВМФ СРСР та ВМФ Росії.

## Будівництво
Ракетний катер Р-334 було закладено за проектом 12411 4 січня 1988 на Середньо-Невському СБЗ. Заводський №211, спущений на воду 28 липня 1989 року. До складу чорноморської 41-ї бригади ракетних катерів було прийнято 30 грудня 1989 року і піднято військово-морський прапор СРСР.

## Служба

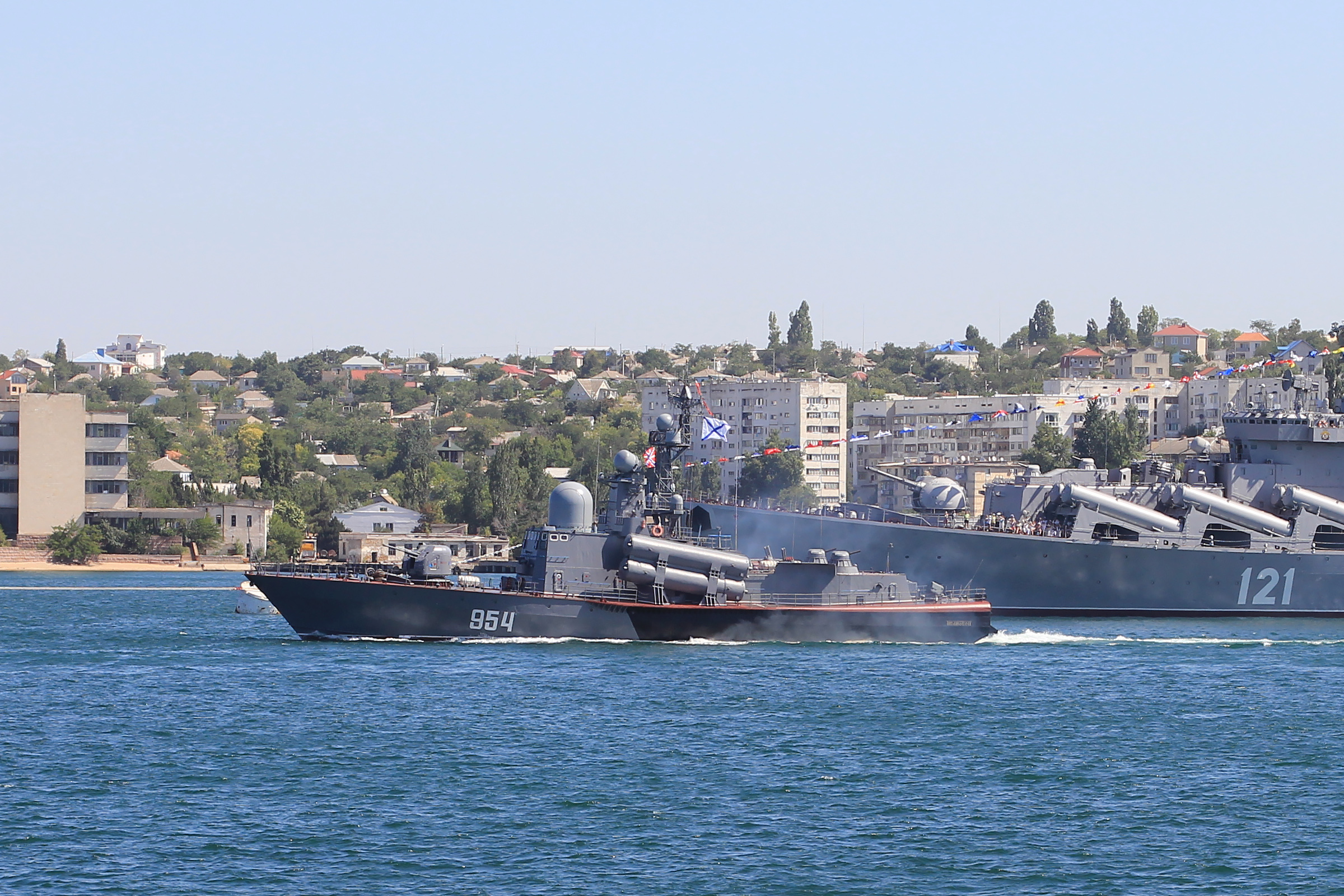
Ивановєц в 2012 році

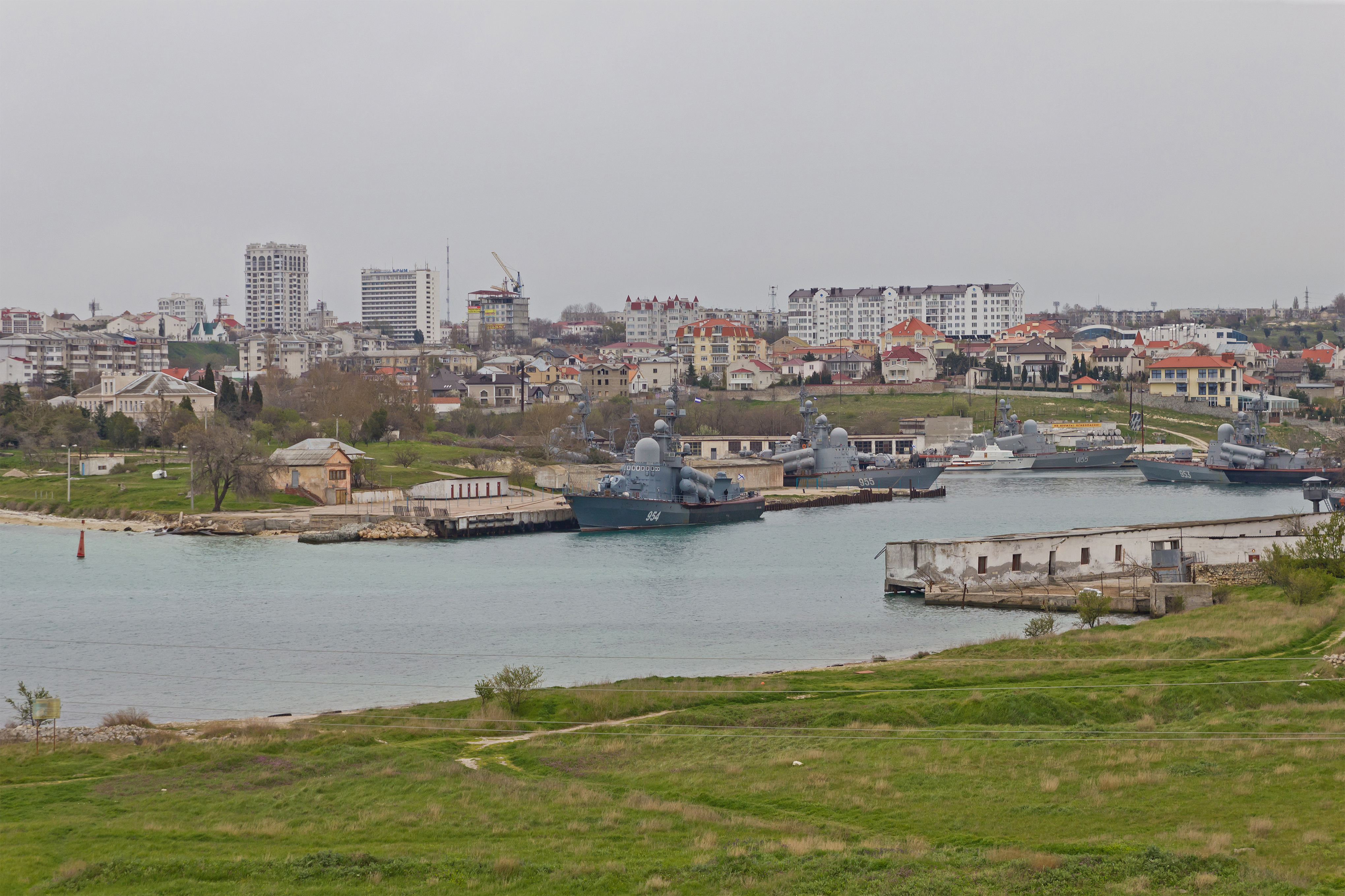
Ивановєц в місці базування в Карантинній бухті в 2014 році

Станом на серпень 2013 року проходив капремонт у доці. У вересні 2013 року мав увійти до складу угруповання кораблів ВМФ РФ у Середземному морі, проте натомість був залучений до заходів щодо забезпечення безпеки зимової Олімпіади в Сочі у 2014 році.
2020 року виконував патрулювання в районі захоплених Росією українських морських бурових платформ компанії «Чорноморнафтогаз».
У 2021 році брав участь у навчаннях кораблів Кримської та Новоросійської військово-морських баз.

## Знищення
В ніч з 31 січня — 1 лютого 2024 року в ході російського вторгнення в Україну на рейді бухти Донузлава було атаковано кількома безекіпажними катерами типу MAGURA V5. Отримав пробоїни, у тому числі від детонації протикорабельних ракет, і затонув. На борту могло перебувати понад 30 людей екіпажу. Росія стверджує, що всі були евакуйовані; Міноборони РФ повідомлення про потоплення катера не коментувало. На знятому з одного з морських дронів відео видно, як катер носом угору йде під воду. Атака сталася за 12 кілометрів від Донузлава та за 8 кілометрів від села Окунівка на березі Чорного моря.
ГУР України оцінила вартість катера в 60-70 млн доларів.

## Командири
У різні часи ракетним катером командували:
- капітан 3 рангу Лопатко В. А.;
- капітан 3 рангу Роман Костирко;
- капітан-лейтенант Олег Сардін;
- капітан 3 рангу Олексій Купріянов;
- капітан-лейтенант Максим Ульянов;
- капітан 3 рангу Микола Шмонов.